# Carpiano
Carpiano est une commune italienne d'environ 3 700 habitants située dans la ville métropolitaine de Milan, dans la région de la Lombardie, dans l'Italie nord-occidentale.

## Administration
| Période                                  | Période  | Identité         | Étiquette | Qualité |
| ---------------------------------------- | -------- | ---------------- | --------- | ------- |
| 14 juin 2004                             | En cours | Francesco Ronchi |           |         |
| Les données manquantes sont à compléter. |          |                  |           |         |

### Communes limitrophes
San Giuliano Milanese, Locate di Triulzi, Melegnano, Cerro al Lambro, Siziano, Landriano, Bascapè.